# 캐롤라인 달러
캐롤라인 달러(Caroline Dollar, 1983년 12월 28일 ~ )는 미국의 배우, 텔레비전 배우, 영화배우이다.
그린즈버러에서 태어났다.

## 영화
- 리멤버 더 데이즈 (2007년)
- 데스 인 스몰 도지스 (1995년)
- 함정 살인 (1991년)